# Mușchii lombricali ai mâinii

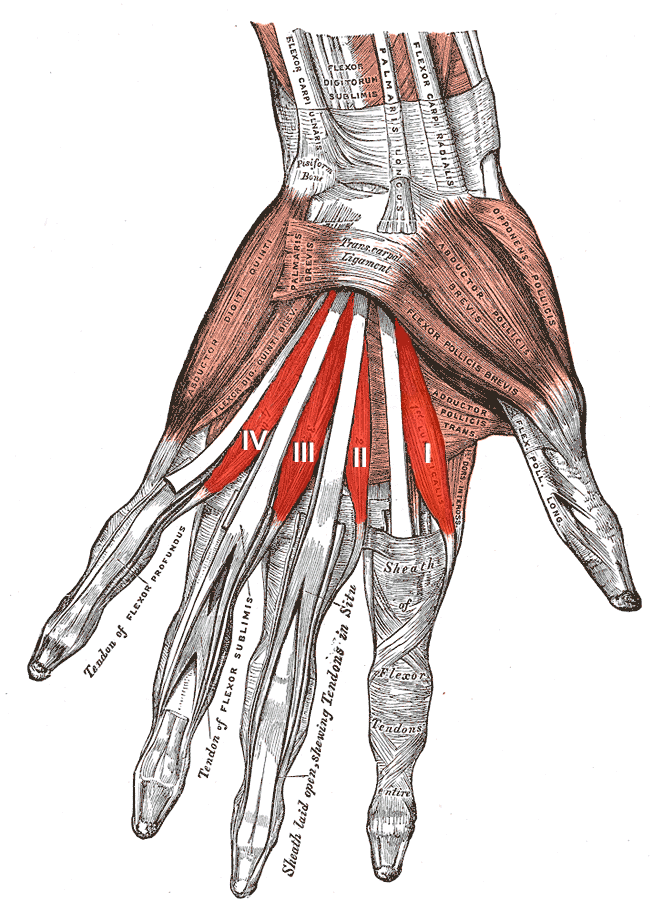
Mușchii lombricali ai mâinii (în roşu)

Mușchii lombricali ai mâinii (plural Musculi lumbricales manus, singular Musculus lumbricalis manus) sunt patru mușchi mici, fusiformi și alungiți așezați pe fața palmară a mâinii și anexați tendoanelor mușchiului flexor profund al degetelor (Musculus flexor digitorum profundus) și situați pe același plan cu ele. Se numerotează de la police spre degetul mic, primind denumirea de primul, al doilea, al treilea și al patrulea lombrical. 

## Inserții
Au originea pe tendoanele mușchiului flexor profund al degetelor (Musculus flexor digitorum profundus), între care sunt situați. Primii doi se inseră pe câte un singur tendon, și anume pe fața lor laterală, iar ultimii doi au inserție dublă pe ambele tendoane învecinate. 
Originea lor are loc în felul următor: 
- Primul mușchi lombrical (Musculus lumbricalis I) se inserează pe fața laterală a tendonului mușchiului flexor profund al degetelor care merge la index.
- Al doilea mușchi lombrical (Musculus lumbricalis II) se inserează pe fața laterală a tendonului aceluiași mușchi care merge la medius.
- Al treilea mușchi lombrical (Musculus lumbricalis III) se inserează pe fața medială a tendonului care merge la medius și pe fața laterală a tendonului pentru inelar.
- Al patrulea mușchi lombrical (Musculus lumbricalis IV) se inserează pe fața medială a tendonului pentru inelar și pe fața laterală a tendonului pentru degetul mic.

Mușchii lombricalii, pornind de la locul lor de origine, se continuă în câte un mic tendon terminal propriu care trece pe fața laterală a articulației metacarpofalangiene, unde acest tendon se lățește și, unindu-se cu o formațiune similară, provenită din mușchiul interosos corespunzător. 
Acest tendon terminal se inseră pe marginea laterală a tendonului mușchiului extensor al degetelor (Musculus extensor digitorum) destinat pentru degetul respectiv (aponevroza dorsală a degetelor care acoperă suprafața dorsală a degetului). Tendoanele terminale se inseră și pe fața laterală a articulației metacarpofalangiene și pe fața dorsală a bazei falangelor proximale a ultimelor patru degete respective. Astfel, primul mușchi lombrical se inserează pe tendonul mușchiului extensor care merge la index, al doilea mușchi lombrical se termină pe tendonul care merge la medius, al treilea mușchi lombrical se termină pe tendonul inelarului, al patrulea mușchi lombrical se termină pe tendonul degetului mic. 

## Raporturi
Sunt acoperiți de tendoanele mușchiului flexor superficial al degetelor (Musculus flexor digitorum superficialis), arcada palmară superficială (Arcus palmaris superficialis) și ramurile nervilor ulnar și median. 
Primii doi mușchi lombricali acoperă mușchiul adductor al policelui (Musculus adductor pollicis), iar ceilalți mușchi lombricali acoperă spațiile interosoase și mușchii interosoși. 

## Acțiune
Sunt flexori ai falangei proximale și extensori (slabi) ai falangelor medii și distale ale degetelor II–V. Această acțiune complexă se datorește faptului că, în momentul contracției, lombricalii flectează falanga proximală. Dar prin flectarea falangei proximale se întinde aponevroza dorsală a degetelor care se inserează cu vârful său pe ultima falangă și astfel extind ultimele două falange. 

## Inervație
Primul și al doilea mușchi lombrical sunt inervați de nervul median (neuromer CVIII-Th1). Al treilea și al patrulea mușchi lombrical sunt inervați ramura profundă a nervului ulnar (Ramus profundus nervi ulnaris) (neuromer CVIII-Th1).

## Vascularizația
Vascularizația este asigurată de arcul palmar superficial (Arcus palmaris superficialis), arcul palmar profund (Arcus palmaris profundus), arterele digitale dorsale (Arteria digitalis dorsalis), arterele metacarpiene dorsale (Arteria metacarpalis dorsalis) și arterele digitale palmare comune (Arteria digitalis palmaris communis).